# Bistum San Cristóbal de Venezuela
Das Bistum San Cristóbal de Venezuela (lat.: Dioecesis Sancti Christophori in Venetiola) ist eine in Venezuela gelegene römisch-katholische Diözese mit Sitz in San Cristóbal de Venezuela. Es umfasst den Bundesstaat Táchira.

## Geschichte
Papst Pius XI. gründete das Bistum San Cristóbal de Venezuela mit der Apostolischen Konstitution Ad munus am 12. Oktober 1922 aus Gebietsabtretungen des Bistums Mérida und wurde dem Erzbistum Caracas als Suffragandiözese unterstellt. Mit der Erhebung des Bistums Mérida zum Metropolitanerzbistum am 11. Juni 1923 wurde es Teil der neuen Kirchenprovinz.
Am 7. Juni 1954 verlor es einen Teil seines Territoriums an die Apostolische Präfektur San Fernando de Apure. Am 31. Oktober 1964 wurde mit der Bulle Precibus Venerabilis ein Domkapitel gegründet.
1962 wurde die Universidad Católica del Táchira gegründet. 

## Bischöfe von San Cristóbal de Venezuela
- Tomás Antonio Díaz Sanmiguel (22. Juni 1923–1939)
- Rafael Arias Ignacio Blanco (12. November 1939–23. April 1952, dann Koadjutorerzbischof von Caracas)
- Alejandro Fernández Feo-Tinoco  (23. April 1952–26. Oktober 1984)
- Marco Tulio Ramírez Roa (26. Oktober 1984–26. Februar 1998)
- Mario del Valle Moronta Rodríguez (14. April 1999–31. Oktober 2024)
- Lisandro Alirio Rivas Durán IMC (seit 31. Oktober 2024)